# Owalen
Owalen – organiczny związek chemiczny, policykliczny węglowodór aromatyczny, zbudowany z dziesięciu skondensowanych pierścieni benzenowych. Wykazuje podobieństwo do koronenu.
Owalen jest czerwonopomarańczowym związkiem, bardzo słabo rozpuszczalnym w rozpuszczalnikach takich jak benzen, toluen i dichlorometan. Jego roztwory wykazują zjawisko zielonej fluorescencji pod wpływem światła UV.
Owalen wykryto w pobliżu kominów hydrotermalnych oraz wśród produktów hydrokrakingu ropy naftowej.